# House in the Woods
House in the Woods è il sesto album in studio del gruppo musicale islandese Low Roar, pubblicato postumo il 7 febbraio 2025 dalla Tonequake Records.
Si tratta dell'ultimo disco della formazione, scioltasi nel novembre 2022 all'indomani della morte del frontman Ryan Karazija, avvenuta poco dopo il termine delle registrazioni vocali.

## Tracce
Testi e musiche dei Low Roar.
1. Some Day Come Back to Me – 3:33
2. Field of Dreams – 4:21
3. Just How It Goes – 5:13
4. None of Your Business – 5:37
5. Mom – 5:22
6. Estella – 2:20
7. Double Trouble – 7:04
8. Two Worlds Apart – 6:48
9. Gone Fishing – 5:10
10. Interstella – 1:29
11. House in the Woods – 5:01

## Formazione
Hanno partecipato alle registrazioni, secondo le note di copertina:
Gruppo
- Ryan Karazija – voce, produzione, registrazione
- Andrew Scheps – armonium, basso, sintetizzatore modulare, cori, tromba, flicorno soprano, produzione, registrazione, missaggio
- Mike Lindsay – sintetizzatore, produzione, registrazione

Altri musicisti
- Emma Lindström – cori
- Richard Lindström – strumentazione e registrazione aggiuntiva
- Ross Blake – sassofono, percussioni
- Shara Nova – arrangiamento strumenti ad arco (traccia 6)
- Jarle G. Storlökken – arrangiamento strumenti ad arco (traccia 4)

Produzione
- Helge Sten – mastering
- Chat Forbes – copertina